# Arvydas Macijauskas
Arvydas Macijauskas (* 19. Januar 1980 in Klaipėda, Litauische SSR, Sowjetunion) ist ein ehemaliger litauischer Basketballspieler, der auf der Position des Shooting Guards spielte. Zuletzt spielte er in der griechischen Liga für Olympiakos Piräus. Nach Berechnungen der Statistiken durch die FIBA zählte Arvydas Macijauskas zu den besten Dreierschützen der Welt. Aufgrund anhaltender Verletzungsprobleme beendete er 2010 seine Karriere.

## Erfolge
2003 wurde Macijauskas mit der litauischen Nationalmannschaft Europameister, wobei er für sein Team die meisten Punkte erzielen konnte. 2000 und 2002 gewann er mit Lietuvos Rytas Vilnius die LKL-Meisterschaft. Außerdem wurde Macijauskas 2002 NEBL-Meister. In der Saison 2004 gewann er mit Tau Cerámica Vitoria den spanischen Copa Del Rey.

## Persönliches
Er lernte an der 18. Mittelschule Klaipėda. Seit Juli 2010 ist er  verheiratet. Mit seiner Frau hat er drei Kinder.